# Campeonato Paulista de Futebol de 2021
A Série A1 do Campeonato Paulista de Futebol de 2021, ou Paulistão Sicredi 2021, por motivos de patrocínio, foi a 81.ª edição do campeonato organizado pela Federação Paulista de Futebol da principal divisão do futebol paulista. Foi disputada por 16 clubes entre 27 de fevereiro e 23 de maio, sem a presença de público devido à pandemia de COVID-19.
O campeonato teve como campeão o São Paulo, que levou a melhor nas finais da competição em relação ao vice-campeão Palmeiras. O artilheiro foi Bruno Mezenga, da Ferroviária, com nove gols marcados.
A competição marcou a volta do São Caetano e do São Bento, clubes que foram rebaixados em 2019 para a segunda divisão, mas retornaram no ano seguinte. O Paulistão contou também com a participação dos 14 clubes mais bem colocados no ano anterior.

## Regulamento
O campeonato de 2022 foi disputado por dezesseis clubes divididos em quatro grupos. Na primeira fase, os times enfrentaram apenas os clubes dos outros grupos, totalizando doze rodadas. Os dois melhores classificados de cada chave avançaram às quartas-de-final. Todos os confrontos da fase eliminatória foram em jogo único com exceção da final que aconteceu em dois jogos. Em caso de empate em pontos (uma vitória para cada time ou dois empates), o primeiro critério de desempate era o saldo de gols na fase final. Os dois times que somaram menos pontos na primeira fase foram rebaixados, independentemente dos grupos em que jogaram.

## Equipes participantes
| Aumento | Equipes promovidas da Série A2 de 2020 |

| - Equipe            | Cidade             | Em 2020 | Estádio                   | Material Esportivo    | Títulos             |
| ------------------- | ------------------ | ------- | ------------------------- | --------------------- | ------------------- |
| Botafogo-SP         | Ribeirão Preto     | 12º     | Santa Cruz                | Kappa                 | 0                   |
| Corinthians         | São Paulo          | 2º      | Neo Química Arena         | Nike                  | 30 (último em 2019) |
| Ferroviária         | Araraquara         | 13º     | Fonte Luminosa            | Lupo                  | 0                   |
| Guarani             | Campinas           | 9º      | Brinco de Ouro            | Kappa                 | 0                   |
| Inter de Limeira    | Limeira            | 11º     | Limeirão                  | Garra (Marca Própria) | 1 (em 1986)         |
| Ituano              | Itu                | 14º     | Novelli Júnior            | Alluri Sports         | 2 (último em 2014)  |
| Mirassol            | Mirassol           | 3º      | José Maria de Campos Maia | Super Bolla           | 0                   |
| Novorizontino       | Novo Horizonte     | 10º     | Jorge Ismael de Biasi     | Physicus              | 0                   |
| Palmeiras           | São Paulo          | 1º      | Allianz Parque            | Puma                  | 23 (último em 2020) |
| Ponte Preta         | Campinas           | 4º      | Moisés Lucarelli          | 1900 (Marca Própria)  | 0                   |
| Red Bull Bragantino | Bragança Paulista  | 5º      | Nabi Abi Chedid           | Nike                  | 1 (em 1990)         |
| Santo André         | Santo André        | 7º      | Bruno José Daniel         | Icone Sports          | 0                   |
| Santos              | Santos             | 8º      | Vila Belmiro              | Umbro                 | 22 (último em 2016) |
| São Bento           | Sorocaba           | 2º (A2) | Walter Ribeiro            | Joma                  | 0                   |
| São Caetano         | São Caetano do Sul | 1º (A2) | Anacletto Campanella      | Icone Sports          | 1 (em 2004)         |
| São Paulo           | São Paulo          | 6º      | Morumbi                   | Adidas                | 21 (último em 2021) |

## Estádios
| Botafogo-SP | Corinthians | Ferroviária | Guarani | Inter de Limeira | Ituano                    |
| --- | --- | --- | --- | --- | ------------------------- |
| Santa Cruz | Neo Química Arena | Fonte Luminosa | Brinco de Ouro | Limeirão | Novelli Júnior            |
| Capacidade: 29 292 | Capacidade: 47 605 | Capacidade: 20 000 | Capacidade: 29 130 | Capacidade: 18 000 | Capacidade: 18 560        |
| | | | | |                           |
| Mirassol | \| Botafogo Red Bull Bragantino Ferroviária Ituano Inter de Limeira Mirassol Novorizontino Santo André Santos São Bento São Caetano São Paulo Campinas Equipes de Campinas: Guarani Ponte Preta Equipes de São Paulo: Corinthians Palmeiras São PauloLocalização das equipes participantes da Série A1 de 2021. Grupos: A / B / C / D \| | \| Botafogo Red Bull Bragantino Ferroviária Ituano Inter de Limeira Mirassol Novorizontino Santo André Santos São Bento São Caetano São Paulo Campinas Equipes de Campinas: Guarani Ponte Preta Equipes de São Paulo: Corinthians Palmeiras São PauloLocalização das equipes participantes da Série A1 de 2021. Grupos: A / B / C / D \| | \| Botafogo Red Bull Bragantino Ferroviária Ituano Inter de Limeira Mirassol Novorizontino Santo André Santos São Bento São Caetano São Paulo Campinas Equipes de Campinas: Guarani Ponte Preta Equipes de São Paulo: Corinthians Palmeiras São PauloLocalização das equipes participantes da Série A1 de 2021. Grupos: A / B / C / D \| | \| Botafogo Red Bull Bragantino Ferroviária Ituano Inter de Limeira Mirassol Novorizontino Santo André Santos São Bento São Caetano São Paulo Campinas Equipes de Campinas: Guarani Ponte Preta Equipes de São Paulo: Corinthians Palmeiras São PauloLocalização das equipes participantes da Série A1 de 2021. Grupos: A / B / C / D \| | Novorizontino             |
| José Maria de Campos Maia | \| Botafogo Red Bull Bragantino Ferroviária Ituano Inter de Limeira Mirassol Novorizontino Santo André Santos São Bento São Caetano São Paulo Campinas Equipes de Campinas: Guarani Ponte Preta Equipes de São Paulo: Corinthians Palmeiras São PauloLocalização das equipes participantes da Série A1 de 2021. Grupos: A / B / C / D \| | \| Botafogo Red Bull Bragantino Ferroviária Ituano Inter de Limeira Mirassol Novorizontino Santo André Santos São Bento São Caetano São Paulo Campinas Equipes de Campinas: Guarani Ponte Preta Equipes de São Paulo: Corinthians Palmeiras São PauloLocalização das equipes participantes da Série A1 de 2021. Grupos: A / B / C / D \| | \| Botafogo Red Bull Bragantino Ferroviária Ituano Inter de Limeira Mirassol Novorizontino Santo André Santos São Bento São Caetano São Paulo Campinas Equipes de Campinas: Guarani Ponte Preta Equipes de São Paulo: Corinthians Palmeiras São PauloLocalização das equipes participantes da Série A1 de 2021. Grupos: A / B / C / D \| | \| Botafogo Red Bull Bragantino Ferroviária Ituano Inter de Limeira Mirassol Novorizontino Santo André Santos São Bento São Caetano São Paulo Campinas Equipes de Campinas: Guarani Ponte Preta Equipes de São Paulo: Corinthians Palmeiras São PauloLocalização das equipes participantes da Série A1 de 2021. Grupos: A / B / C / D \| | Dr. Jorge Ismael de Biasi |
| Capacidade: 15 000 | \| Botafogo Red Bull Bragantino Ferroviária Ituano Inter de Limeira Mirassol Novorizontino Santo André Santos São Bento São Caetano São Paulo Campinas Equipes de Campinas: Guarani Ponte Preta Equipes de São Paulo: Corinthians Palmeiras São PauloLocalização das equipes participantes da Série A1 de 2021. Grupos: A / B / C / D \| | \| Botafogo Red Bull Bragantino Ferroviária Ituano Inter de Limeira Mirassol Novorizontino Santo André Santos São Bento São Caetano São Paulo Campinas Equipes de Campinas: Guarani Ponte Preta Equipes de São Paulo: Corinthians Palmeiras São PauloLocalização das equipes participantes da Série A1 de 2021. Grupos: A / B / C / D \| | \| Botafogo Red Bull Bragantino Ferroviária Ituano Inter de Limeira Mirassol Novorizontino Santo André Santos São Bento São Caetano São Paulo Campinas Equipes de Campinas: Guarani Ponte Preta Equipes de São Paulo: Corinthians Palmeiras São PauloLocalização das equipes participantes da Série A1 de 2021. Grupos: A / B / C / D \| | \| Botafogo Red Bull Bragantino Ferroviária Ituano Inter de Limeira Mirassol Novorizontino Santo André Santos São Bento São Caetano São Paulo Campinas Equipes de Campinas: Guarani Ponte Preta Equipes de São Paulo: Corinthians Palmeiras São PauloLocalização das equipes participantes da Série A1 de 2021. Grupos: A / B / C / D \| | Capacidade: 12 398        |
| | \| Botafogo Red Bull Bragantino Ferroviária Ituano Inter de Limeira Mirassol Novorizontino Santo André Santos São Bento São Caetano São Paulo Campinas Equipes de Campinas: Guarani Ponte Preta Equipes de São Paulo: Corinthians Palmeiras São PauloLocalização das equipes participantes da Série A1 de 2021. Grupos: A / B / C / D \| | \| Botafogo Red Bull Bragantino Ferroviária Ituano Inter de Limeira Mirassol Novorizontino Santo André Santos São Bento São Caetano São Paulo Campinas Equipes de Campinas: Guarani Ponte Preta Equipes de São Paulo: Corinthians Palmeiras São PauloLocalização das equipes participantes da Série A1 de 2021. Grupos: A / B / C / D \| | \| Botafogo Red Bull Bragantino Ferroviária Ituano Inter de Limeira Mirassol Novorizontino Santo André Santos São Bento São Caetano São Paulo Campinas Equipes de Campinas: Guarani Ponte Preta Equipes de São Paulo: Corinthians Palmeiras São PauloLocalização das equipes participantes da Série A1 de 2021. Grupos: A / B / C / D \| | \| Botafogo Red Bull Bragantino Ferroviária Ituano Inter de Limeira Mirassol Novorizontino Santo André Santos São Bento São Caetano São Paulo Campinas Equipes de Campinas: Guarani Ponte Preta Equipes de São Paulo: Corinthians Palmeiras São PauloLocalização das equipes participantes da Série A1 de 2021. Grupos: A / B / C / D \| |                           |
| Palmeiras | \| Botafogo Red Bull Bragantino Ferroviária Ituano Inter de Limeira Mirassol Novorizontino Santo André Santos São Bento São Caetano São Paulo Campinas Equipes de Campinas: Guarani Ponte Preta Equipes de São Paulo: Corinthians Palmeiras São PauloLocalização das equipes participantes da Série A1 de 2021. Grupos: A / B / C / D \| | \| Botafogo Red Bull Bragantino Ferroviária Ituano Inter de Limeira Mirassol Novorizontino Santo André Santos São Bento São Caetano São Paulo Campinas Equipes de Campinas: Guarani Ponte Preta Equipes de São Paulo: Corinthians Palmeiras São PauloLocalização das equipes participantes da Série A1 de 2021. Grupos: A / B / C / D \| | \| Botafogo Red Bull Bragantino Ferroviária Ituano Inter de Limeira Mirassol Novorizontino Santo André Santos São Bento São Caetano São Paulo Campinas Equipes de Campinas: Guarani Ponte Preta Equipes de São Paulo: Corinthians Palmeiras São PauloLocalização das equipes participantes da Série A1 de 2021. Grupos: A / B / C / D \| | \| Botafogo Red Bull Bragantino Ferroviária Ituano Inter de Limeira Mirassol Novorizontino Santo André Santos São Bento São Caetano São Paulo Campinas Equipes de Campinas: Guarani Ponte Preta Equipes de São Paulo: Corinthians Palmeiras São PauloLocalização das equipes participantes da Série A1 de 2021. Grupos: A / B / C / D \| | Ponte Preta               |
| Allianz Parque | \| Botafogo Red Bull Bragantino Ferroviária Ituano Inter de Limeira Mirassol Novorizontino Santo André Santos São Bento São Caetano São Paulo Campinas Equipes de Campinas: Guarani Ponte Preta Equipes de São Paulo: Corinthians Palmeiras São PauloLocalização das equipes participantes da Série A1 de 2021. Grupos: A / B / C / D \| | \| Botafogo Red Bull Bragantino Ferroviária Ituano Inter de Limeira Mirassol Novorizontino Santo André Santos São Bento São Caetano São Paulo Campinas Equipes de Campinas: Guarani Ponte Preta Equipes de São Paulo: Corinthians Palmeiras São PauloLocalização das equipes participantes da Série A1 de 2021. Grupos: A / B / C / D \| | \| Botafogo Red Bull Bragantino Ferroviária Ituano Inter de Limeira Mirassol Novorizontino Santo André Santos São Bento São Caetano São Paulo Campinas Equipes de Campinas: Guarani Ponte Preta Equipes de São Paulo: Corinthians Palmeiras São PauloLocalização das equipes participantes da Série A1 de 2021. Grupos: A / B / C / D \| | \| Botafogo Red Bull Bragantino Ferroviária Ituano Inter de Limeira Mirassol Novorizontino Santo André Santos São Bento São Caetano São Paulo Campinas Equipes de Campinas: Guarani Ponte Preta Equipes de São Paulo: Corinthians Palmeiras São PauloLocalização das equipes participantes da Série A1 de 2021. Grupos: A / B / C / D \| | Moisés Lucarelli          |
| Capacidade: 43 713 | \| Botafogo Red Bull Bragantino Ferroviária Ituano Inter de Limeira Mirassol Novorizontino Santo André Santos São Bento São Caetano São Paulo Campinas Equipes de Campinas: Guarani Ponte Preta Equipes de São Paulo: Corinthians Palmeiras São PauloLocalização das equipes participantes da Série A1 de 2021. Grupos: A / B / C / D \| | \| Botafogo Red Bull Bragantino Ferroviária Ituano Inter de Limeira Mirassol Novorizontino Santo André Santos São Bento São Caetano São Paulo Campinas Equipes de Campinas: Guarani Ponte Preta Equipes de São Paulo: Corinthians Palmeiras São PauloLocalização das equipes participantes da Série A1 de 2021. Grupos: A / B / C / D \| | \| Botafogo Red Bull Bragantino Ferroviária Ituano Inter de Limeira Mirassol Novorizontino Santo André Santos São Bento São Caetano São Paulo Campinas Equipes de Campinas: Guarani Ponte Preta Equipes de São Paulo: Corinthians Palmeiras São PauloLocalização das equipes participantes da Série A1 de 2021. Grupos: A / B / C / D \| | \| Botafogo Red Bull Bragantino Ferroviária Ituano Inter de Limeira Mirassol Novorizontino Santo André Santos São Bento São Caetano São Paulo Campinas Equipes de Campinas: Guarani Ponte Preta Equipes de São Paulo: Corinthians Palmeiras São PauloLocalização das equipes participantes da Série A1 de 2021. Grupos: A / B / C / D \| | Capacidade: 19 728        |
| | \| Botafogo Red Bull Bragantino Ferroviária Ituano Inter de Limeira Mirassol Novorizontino Santo André Santos São Bento São Caetano São Paulo Campinas Equipes de Campinas: Guarani Ponte Preta Equipes de São Paulo: Corinthians Palmeiras São PauloLocalização das equipes participantes da Série A1 de 2021. Grupos: A / B / C / D \| | \| Botafogo Red Bull Bragantino Ferroviária Ituano Inter de Limeira Mirassol Novorizontino Santo André Santos São Bento São Caetano São Paulo Campinas Equipes de Campinas: Guarani Ponte Preta Equipes de São Paulo: Corinthians Palmeiras São PauloLocalização das equipes participantes da Série A1 de 2021. Grupos: A / B / C / D \| | \| Botafogo Red Bull Bragantino Ferroviária Ituano Inter de Limeira Mirassol Novorizontino Santo André Santos São Bento São Caetano São Paulo Campinas Equipes de Campinas: Guarani Ponte Preta Equipes de São Paulo: Corinthians Palmeiras São PauloLocalização das equipes participantes da Série A1 de 2021. Grupos: A / B / C / D \| | \| Botafogo Red Bull Bragantino Ferroviária Ituano Inter de Limeira Mirassol Novorizontino Santo André Santos São Bento São Caetano São Paulo Campinas Equipes de Campinas: Guarani Ponte Preta Equipes de São Paulo: Corinthians Palmeiras São PauloLocalização das equipes participantes da Série A1 de 2021. Grupos: A / B / C / D \| |                           |
| Red Bull Bragantino | Santo André | Santos | São Bento | São Caetano | São Paulo                 |
| Nabi Abi Chedid | Bruno José Daniel | Vila Belmiro | Walter Ribeiro | Anacletto Campanella | Morumbi                   |
| Capacidade: 17 128 | Capacidade: 8 000 | Capacidade: 16 795 | Capacidade: 13 772 | Capacidade: 14 400 | Capacidade: 72 039        |
| | | | | |                           |
| Botafogo Red Bull Bragantino Ferroviária Ituano Inter de Limeira Mirassol Novorizontino Santo André Santos São Bento São Caetano São Paulo Campinas Equipes de Campinas: Guarani Ponte Preta Equipes de São Paulo: Corinthians Palmeiras São PauloLocalização das equipes participantes da Série A1 de 2021. Grupos: A / B / C / D | | | | |                           |

### Outros estádios
Além dos estádios de mando usual, outros estádios foram utilizados devido a punições de perda de mando de campo impostas pelo Superior Tribunal de Justiça Desportiva ou por conta de problemas de interdição dos estádios usuais ou simplesmente por opção dos clubes em mandar seus jogos em outros locais, geralmente buscando uma melhor renda.

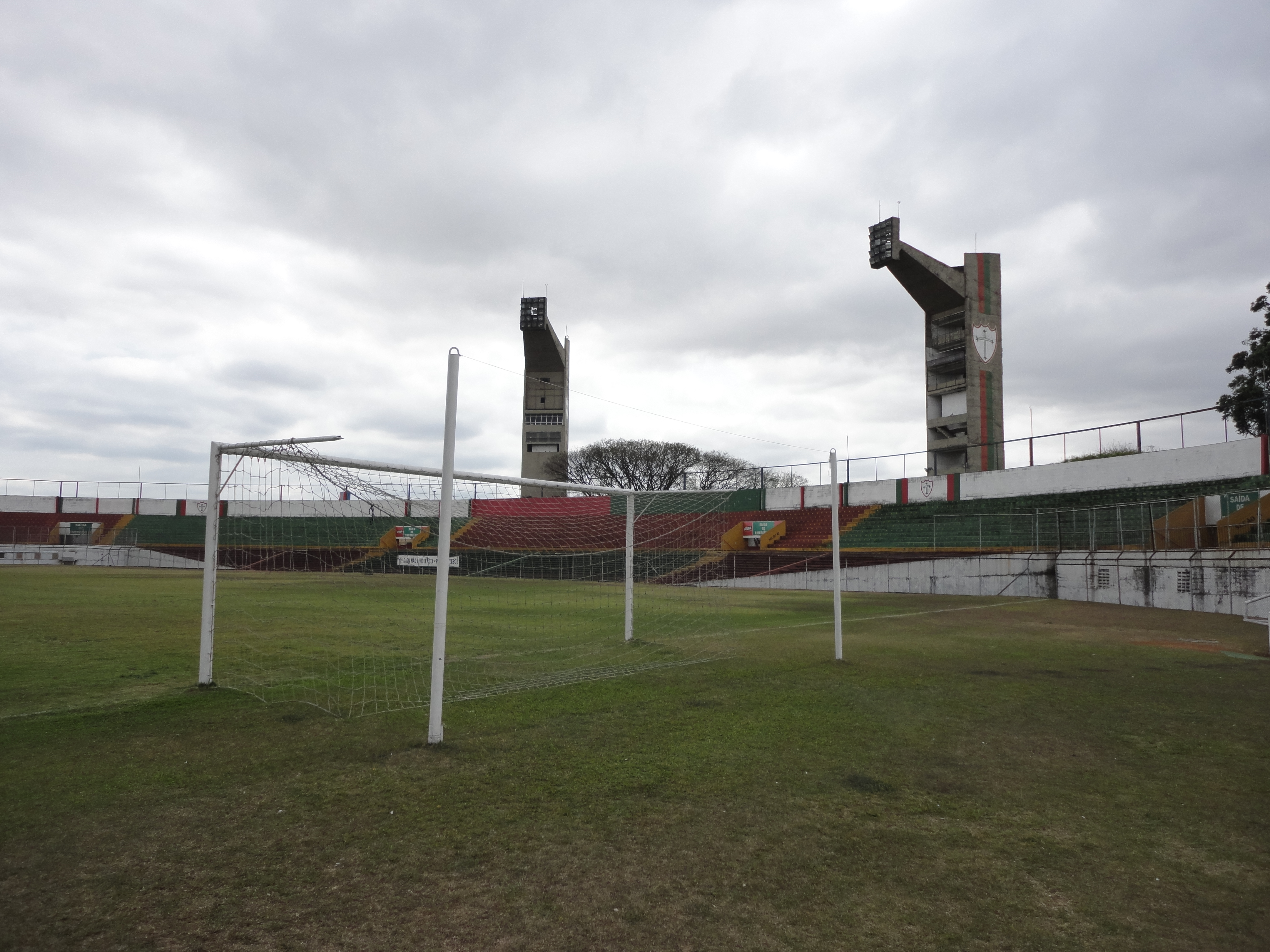
Canindé (São Paulo)
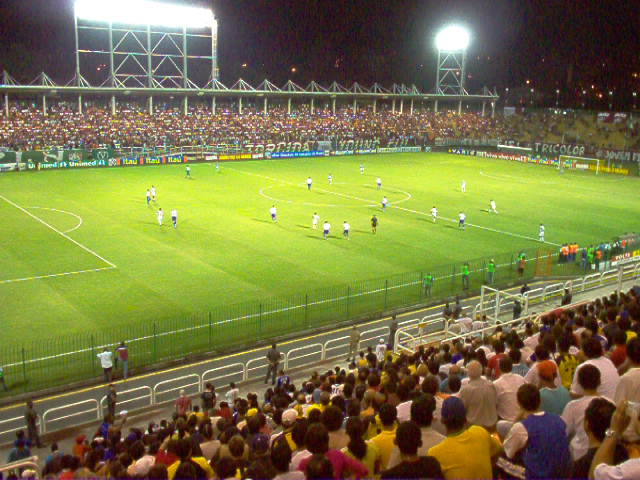
Raulino de Oliveira (Volta Redonda)

## Primeira fase

### Grupo A
|  | v d e |

### Grupo B
|  | v d e |

### Grupo C
|  | v d e |

### Grupo D
|  | v d e |

## Confrontos (primeira fase)
|                  | BOT | COR | FER | GUA | ITL | ITU | MIR | NOV | PAL | PON | RBB | SAD | SAN | SBN | SCA | SPA |
| ---------------- | --- | --- | --- | --- | --- | --- | --- | --- | --- | --- | --- | --- | --- | --- | --- | --- |
| Botafogo         | —   |     |     | 0–1 |     |     |     |     | 0–0 | 0–1 | 1–1 |     |     | 2–0 | 1–1 |     |
| Corinthians      |     | —   |     |     |     | 2–0 |     | 2–1 | 2–2 | 2–1 |     |     |     | 1–1 |     | 2–2 |
| Ferroviária      | 5–0 | 2–1 | —   | 1–2 | 1–0 | 1–0 |     |     |     |     |     | 2–2 |     |     |     |     |
| Guarani          |     | 0–1 |     | —   |     | 0–3 |     | 2–1 | 1–2 |     | 1–1 |     |     | 0–0 |     |     |
| Inter de Limeira |     |     |     | 1–0 | —   | 1–0 |     | 1–0 |     |     | 0–2 |     |     |     | 1–0 | 0–4 |
| Ituano           | 1–2 |     |     |     |     | —   | 1–1 |     |     | 2–1 |     | 0–1 |     | 1–0 |     | 0–3 |
| Mirassol         | 2–1 | 1–1 | 1–3 |     | 1–0 |     | —   | 1–1 |     |     |     |     |     |     |     | 1–1 |
| Novorizontino    | 2–2 |     | 3–1 |     |     |     |     | —   |     | 1–1 |     | 2–0 | 1–0 |     |     | 2–1 |
| Palmeiras        |     |     | 2–0 |     | 0–1 |     | 1–2 |     | —   |     |     |     | 3–2 |     | 3–0 | 0–1 |
| Ponte Preta      |     |     |     | 3–1 | 0–1 |     | 1–2 |     | 0–3 | —   |     | 0–1 | 3–0 |     |     |     |
| RB Bragantino    |     | 0–0 | 0–0 |     |     |     | 2–1 |     |     | 2–0 | —   | 2–1 | 1–1 |     |     |     |
| Santo André      |     |     |     | 0–1 |     |     | 2–1 |     | 0–1 |     |     | —   | 2–2 | 0–0 | 0–0 |     |
| Santos           | 0–0 | 0–2 | 1–1 |     | 2–1 | 2–1 |     |     |     |     |     |     | —   | 2–0 |     |     |
| São Bento        |     |     |     |     | 2–1 |     | 1–2 | 1–1 | 1–1 |     | 1–2 |     |     | —   | 1–1 |     |
| São Caetano      |     | 0–1 | 0–3 |     |     | 0–1 |     | 0–2 |     | 1–2 | 0–2 |     |     |     | —   |     |
| São Paulo        | 1–1 |     |     | 3–2 |     |     |     |     |     |     | 1–0 | 2–0 | 4–0 |     | 5–1 | —   |

| Vitória do mandante; Vitória do visitante; Empate. | Em vermelho os jogos da próxima rodada; Em negrito os jogos "clássicos". |

## Troféu do Interior
Em itálico, os clubes que possuem o mando de campo e em negrito, os vencedores.
|  | Primeira fase     | Primeira fase     | Primeira fase |  |  | Semifinais          | Semifinais          | Semifinais  |   |               | Final         | Final | Final |
|  |                   |                   |               |  |  |                     |                     |             |   |               |               |       |       |
|  |                   |                   |               |  |  |                     |                     |             |   |               |               |       |       |
|  |                   |                   |               |  |  | Novorizontino       | Novorizontino       | 4           |   |               |               |       |       |
|  | Ituano            | Ituano            | 5             |  |  | Ituano              | Ituano              | 0           |   |               |               |       |       |
|  | Santo André       | Santo André       | 1             |  |  |                     |                     |             |   | Novorizontino | Novorizontino | 2     |       |
|  |                   |                   |               |  |  |                     | Ponte Preta         | Ponte Preta | 0 |               |               |       |       |
|  |                   |                   |               |  |  | Red Bull Bragantino | Red Bull Bragantino | 1 (2)       |   |               |               |       |       |
|  | Ponte Preta (pen) | Ponte Preta (pen) | 0 (14)        |  |  | Ponte Preta (pen)   | Ponte Preta (pen)   | 1 (4)       |   |               |               |       |       |
|  | Botafogo-SP       | Botafogo-SP       | 0 (13)        |  |  |                     |                     |             |   |               |               |       |       |
|  |                   |                   |               |  |  |                     |                     |             |   |               |               |       |       |
|  |                   |                   |               |  |  |                     |                     |             |   |               |               |       |       |

## Fase final
Em itálico, as equipes que possuem o mando de campo e em negrito as equipes vencedoras.
|  | Quartas de final | Quartas de final | Quartas de final |           |                     | Semifinais  | Semifinais | Semifinais |  |  | Final | Final     | Final | Final | Final |
|  |                  |                  |                  |           |                     |             |            |            |  |  |       |           |       |       |       |
|  | 1                | São Paulo        | 4                |           |                     |             |            |            |  |  |       |           |       |       |       |
|  | 4                | Ferroviária      | 2                |           |                     |             |            |            |  |  |       |           |       |       |       |
|  | 4                | Ferroviária      | 2                |           | 1                   | São Paulo   | 4          |            |  |  |       |           |       |       |       |
|  |                  |                  |                  |           | 1                   | São Paulo   | 4          |            |  |  |       |           |       |       |       |
|  |                  | 4                | Mirassol         | 0         |                     |             |            |            |  |  |       |           |       |       |       |
|  | 7                | 4                | Mirassol         | 0         | Mirassol (pen)      | 0 (4)       |            |            |  |  |       |           |       |       |       |
|  | 7                |                  |                  |           | Mirassol (pen)      | 0 (4)       |            |            |  |  |       |           |       |       |       |
|  | 8                | Guarani          | 0 (3)            |           |                     |             |            |            |  |  |       |           |       |       |       |
|  |                  |                  |                  |           |                     |             |            |            |  |  | 1     | São Paulo | 0     | 2     |       |
|  |                  |                  | 2                | Palmeiras | 0                   | 0           |            |            |  |  |       |           |       |       |       |
|  | 2                | Corinthians      | 4                |           |                     |             |            |            |  |  |       |           |       |       |       |
|  | 6                | Inter de Limeira | 1                |           |                     |             |            |            |  |  |       |           |       |       |       |
|  | 6                | Inter de Limeira | 1                |           | 2                   | Corinthians | 0          |            |  |  |       |           |       |       |       |
|  |                  |                  |                  |           | 2                   | Corinthians | 0          |            |  |  |       |           |       |       |       |
|  |                  | 3                | Palmeiras        | 2         |                     |             |            |            |  |  |       |           |       |       |       |
|  | 3                | 3                | Palmeiras        | 2         | Red Bull Bragantino | 0           |            |            |  |  |       |           |       |       |       |
|  | 3                |                  |                  |           | Red Bull Bragantino | 0           |            |            |  |  |       |           |       |       |       |
|  | 5                | Palmeiras        | 1                |           |                     |             |            |            |  |  |       |           |       |       |       |

##### Finais
Ida
| 20 de maio | Palmeiras | 0 – 0 | São Paulo | Allianz Parque, São Paulo                                       |
| 22:00      |           |       |           | Público: Portões fechados Árbitro: SP Flávio Rodrigues de Souza |

Volta
| 23 de maio | São Paulo              | 2 – 0 | Palmeiras | Estádio do Morumbi, São Paulo                       |
| 16:00      | Luan 36' · Luciano 76' |       |           | Público: Portões fechados Árbitro: SP Raphael Claus |

## Premiação
| Campeonato Paulista de Futebol de 2021 |
| -------------------------------------- |
| São Paulo Campeão (22.º título)        |

| Campeonato Paulista de Futebol do Interior de 2021 |
| -------------------------------------------------- |
| Novorizontino Campeão (1.º título)                 |

## Transmissão televisiva
O Grupo Globo deteve todos os direitos de transmissão para a temporada de 2021 para TV aberta (TV Globo), TV por assinatura (SporTV) e pay-per-view (Premiere).

## Técnicos
| Equipe           | Técnico                                                 |
| ---------------- | ------------------------------------------------------- |
| Botafogo-SP      | Alexandre Gallo (1ª—)                                   |
| Corinthians      | Vágner Mancini (1ª—)                                    |
| Ferroviária      | Pintado (1ª—8) Elano (9ª—)                              |
| Guarani          | Allan Aal (1ª—)                                         |
| Inter de Limeira | Thiago Carpini (1ª—)                                    |
| Ituano           | Vinícius Bergantin (1ª—)                                |
| Mirassol         | Eduardo Baptista (1ª—)                                  |
| Novorizontino    | Léo Condé (1ª—)                                         |
| Palmeiras        | Abel Ferreira (1ª—)                                     |
| Ponte Preta      | Fábio Moreno (1ª—)                                      |
| RB Bragantino    | Maurício Barbieri (1ª—)                                 |
| Santos           | Marcelo Fernandes (1ª—2ª) (10ª-12ª) Ariel Holan (3ª—9ª) |
| Santo André      | Paulo Roberto Santos (1ª—)                              |
| São Bento        | Edson Vieira (1ª—)                                      |
| São Caetano      | Wilson Júnior (1ª—5ª) Paulinho McLaren (6ª—12ª)         |
| São Paulo        | Hernán Crespo (1ª—)                                     |

## Classificação geral
|  |                                         |
|  | Classificados                           |
|  | Eliminados na primeira fase             |
|  | Classificados para o Troféu do Interior |
|  | Rebaixados                              |

## Estatísticas
| Gols | Jogador       | Equipe        |
| ---- | ------------- | ------------- |
| 9    | Bruno Mezenga | Ferroviária   |
| 6    | Moisés        | Ponte Preta   |
| 5    | Pablo         | São Paulo     |
| 4    | Andrigo       | Guarani       |
| 4    | Danielzinho   | Novorizontino |
| 4    | Diego Tavares | São Bento     |
| 4    | Gabriel Sara  | São Paulo     |
| 4    | Jenison       | Novorizontino |

| Total[carece de fontes?] | Jogador        | Equipe              |
| ------------------------ | -------------- | ------------------- |
| 6                        | Gustavo Scarpa | Palmeiras           |
| 5                        | Igor Vinícius  | São Paulo           |
| 4                        | Daniel Costa   | São Bento           |
| 3                        | Claudinho      | Red Bull Bragantino |
| 3                        | Daniel Alves   | São Paulo           |
| 3                        | Felipe Marques | Ferroviária         |
| 3                        | Martín Benítez | São Paulo           |
| 3                        | Reinaldo       | São Paulo           |

### Hat-tricks
| Jogador       | Clube       | Adversário  | Placar | Data       | Ref.  |
| ------------- | ----------- | ----------- | ------ | ---------- | ----- |
| Bruno Mezenga | Ferroviária | Botafogo-SP | 5–0    | 8 de março | [ 7 ] |

## Seleção do campeonato
| Posição          | Jogador       | Clube               |
| Goleiro          | Weverton      | Palmeiras           |
| Lateral-direito  | Daniel Alves  | São Paulo           |
| Zagueiro         | Miranda       | São Paulo           |
| Zagueiro         | Léo Ortiz     | Red Bull Bragantino |
| Lateral-esquerdo | Reinaldo      | São Paulo           |
| Meia             | Luan          | São Paulo           |
| Meia             | Benítez       | São Paulo           |
| Meia             | Claudinho     | Red Bull Bragantino |
| Atacante         | Bruno Mezenga | Ferroviária         |
| Atacante         | Rony          | Palmeiras           |
| Atacante         | Pablo         | São Paulo           |
| Técnico          | Hernán Crespo | São Paulo           |
| ---------------- | ------------- | ------------------- |

- Revelação: Renan (Palmeiras)
- Craque da Galera: Benítez (São Paulo)
- Craque do Campeonato: Benítez (São Paulo)
- Rei das Redes: Hernán Crespo (São Paulo)
- Craque do Interior: Claudinho (Red Bull Bragantino)
- Lei do Ex: Luciano (São Paulo)
- Melhor Defesa: Tiago Volpi (São Paulo)